# Baggböle

Baggböles läge i Helsingfors.

Baggböle (finska Pakila) är en stadsdel i Helsingfors i Finland. Stadsdelen delas in i Västra Baggböle och Östra Baggböle.
Baggböles historia har varit omvälvande: från en fattig stadsdel till ett medelklassområde. Sedan 1970-talet röstar 50 % av invånarna i den borgerliga stadsdelen på Samlingspartiet, medan 40 % av invånarna på 1950-talet röstade på Demokratiska förbundet för Finlands folk (DFFF) och vänstern. Efter finska inbördeskriget 1918 fördes många röda baggbölebor till fångläger och under 1930-talet blev flera lokala arbetarföreningar som hörde till extremvänstern upplösta enligt statsmaktens beslut. 
Stadsdelen hade fått sin början i början av 1900-talet då kooperativen Elo, Lepola och Alku köpte landområden av markägare i Baggböle. Innan arbetarnas inflyttning hade det funnits en del villabebyggelse i Baggböle. 
Ända till 1800-talet var området den svenskspråkiga byn Baggböle i Helsinge socken (idag Vanda) med fyra hus: Erikas, Murmästars, Lantmästars och Prästbacka med cirka 40 invånare. Den första finskspråkiga invånaren flyttade till Baggböle år 1902 och år 1920 var Baggböle en av de få byar i Helsinge som hade en finskspråkig majoritet, då med 1 300 invånare. Baggböle inkorporerades med Helsingfors år 1946. 
År 1947 flyttade en stor mängd evakuerade från Karelen till Baggböle och ett frontmannahusområde uppstod norr om Ring I. Frontmannahusområdet, vars benämning är aningen missvisande då de inflyttade främst var evakuerade och inte frontmän, är i dagens läge val bevarat. På 1960-talet delades tomterna på en halv hektar i mindre delar och man började bygga nya egnahemshus och radhus. Samtidigt blev området allt mera medelklassbetonat. 